# Ирония любви
«Ирония любви» — романтическая комедия Александра Черняева, снятая в 2010 году (совместный российско-казахстанский фильм).

## Сюжет
Невеста казахстанского нефтяного олигарха Асель (Асель Сагатова) мечтает работать на телевидении. Её подруга Женя (Ольга Орлова) работает в Останкино и предлагает её познакомить с продюсером нового шоу, но за это Асель должна будет влюбить в себя первого, кто войдёт в кафе. Первым в заведение заходит Иван (Алексей Чадов) — редкостный ботаник и неудачник. Соблазнение Ивана для девушки кажется тривиальной задачей.

## В ролях
- Асель Сагатова — Асель
- Алексей Чадов — Иван
- Ерик Жолжаксынов — Алик
- Ирина Розанова — мама Ивана
- Ольга Орлова — Женя, подруга Асель
- Наталья Рудова — Маша, подруга Асель
- Марина Черняева — Анжела
- Гоша Куценко — генерал
- Карлыгаш Мухамеджанова — Бибигуль, синхронистка
- Виталий Герасимов — Андрей
- Андрей Назимов — Дэн, приятель Ивана
- Иван Охлобыстин — зоолог Котелевский
- Артур Смольянинов — Антон, приятель Ивана
- Фархад Абдраимов — тренер
- Василий Соловьёв — ведущий новостей
- Александр Самойленко — таксист
- Андрей Григорьев-Апполонов — звезда
- Николай Дроздов — Минелай Скворцов, ведущий на ТВ

## Критика
Некоторые казахстанские депутаты, заявляя об ущемлении традиций, делают замечания современным фильмам.
Бекболат Тлеухан (депутат мажилиса парламента) отметил: «Мы должны уважать наших женщин и не показывать их в таком неприглядном виде. Издревле говорили о целомудрии мусульманских женщин. Теперь же все эти нравственные понятия рушатся».
Нуртай Сабильянов (депутат мажилиса парламента) добавил: «…самое плачевное то, что героиня использовала казахского бизнесмена, и вышла замуж за представителя другой нации. Здесь есть скрытое завуалированное издевательство над национальным чувством.»

## Музыка
Саундтрек фильма собран композитором Аркадием Укупником.
Одна из главных сцен озвучена песней Олега Чубыкина «Rain, rain».